# Savoy Brown
Savoy Brown originalmente con el nombre Savoy Brown Blues Band, es un grupo británico de blues formado en 1965, en Battersea, Sudoeste de Londres, Inglaterra. A finales de la década de los 60 con el movimiento del blues rock, Savoy Brown nunca obtuvo tanto éxito en sus orígenes como en los Estados Unidos donde presentaron diversos álbumes con giras muy seguidas.

## Historia

### Carrera
Fue Longeva una formación de blues-rock liderada por el guitarrista galés Kim Simmonds (nacido el 6 de diciembre de 1947), pieza angular del grupo en toda su larga historia. 
Los inicios del grupo británico se remontan al año 1966, cuando Simmonds, para intentar remedar a sus ídolos del blues y el R&B se unió al cantante Bruce Portius, el también guitarrista Martin Stone, al bajista Ray Chappell, al baterista Leo Manning y al teclista Bob Hall (quien reemplazó a Trevor Jeavons tras un breve período de este en el grupo) para formar Savoy Brown, conocidos en sus inicios como The Savoy Brown Blues Band. Lo de Savoy derivaba de uno de sus sellos musicales favoritos de blues.

En Kilroy’s, un local fundado por Kim y su hermano Howard, representante del grupo, comenzaron a tocar y a expandir sus seguidores. Entre ellos Mike Vernon, quien les produjo sus primeros singles en su sello Purdah, “I can’t quit you, baby” y “True blue”.
Más tarde ya estaban tocando en míticos clubs como el Marquee o Flamingo y poco después grabando en la Decca su primer LP, “Shake down” (1967), compuesto básicamente de versiones, principalmente de Willie Dixon.
El disco, con querencia al blues de Chicago, no lo escuchó casi nadie y sus diferentes miembros comenzaron a disgregarse. Por ejemplo Martin Stone, que acabó en los Action.
Para el segundo LP solamente permanecía de los componentes originales Kim Simmonds. A su lado el cantante y compositor Chris Youlden, el guitarrista Dave Peverett, el bajista Rivers Jobe y el baterista Roger Earl. “Getting to the point” (1968), editado en Deram con un simpático Kim en la portada, mostraba ya la mayoría de los temas escritos por los miembros de la banda, en especial Youlden y Simmonds. Entre los sencillos se encontraban “Walking by myself” y “Taste and try before you buy”.
En 1969 publicaron la excelente “Train to nowhere”, tema que abre “Blue Matter” (1969), uno de sus discos clave, en el cual sonaba el bajo de Tone Stevens reemplazando a Rivers Jobe. El grupo ya comenzaba a pegar más fuerte en los Estados Unidos que en Inglaterra.
“I’m tired” fue el sencillo adelanto de su nuevo álbum, “A step further” (1969). Tras este LP el grupo dejó de colaborar con Mike Vernon y el siguiente trabajo, “Raw Sienna” (1970), ya fue producido por Kim Simmonds y Chris Youlden.
Lamentablemente la marcha de Youlden, quien habían encauzado con su personalidad y su voz, la buena trayectoria del grupo, provocó otra desbandada en el seno de la formación. Después de “Looking in” (1971) también se marcharon Roger Earl, Tone Stevens y Dave Peverett, encargado de la voz líder del grupo tras la marcha de Youlden, quienes crearían con éxito el grupo Foghat.
No obstante, Simmonds no se amilanó y decidió proseguir con Savoy Brown reclutando al cantante Dave Walker, quien había reemplazado en The Idle Race a Jeff Lynne cuando este dejó el grupo, al bajista Andy Sylvester, al baterista Dave Bidwell y al teclista Paul Raymond. Estos tres últimos habían acompañado a Christine McVie en Chicken Shack.
La nueva formación editaría el notorio “Street corner talking” (1971). Al año siguiente apareció el directo “Silver Train” (1972) y el LP en estudio “Lion’s share” (1972).
Tras este álbum Dave Walker se marchó a Fleetwood Mac y de nuevo los cambios de miembros se produjeron, llegando al grupo el vocalista Jack Lynton para grabar el flojo “Jack The Toad” (1973). A partir de aquí el grupo comenzó su declive y su constante cambio de componentes girando alrededor de Kim Simmonds.
“Boogie Brothers” (1974), “Wire Fire” (1975), “Skin’n’bone” (1976), “Savage Return” (1976), “Rock’n’roll warriors” (1981), “Make me sweat” (1988), “Kings of boogie” (1989), “The blues keep me holding on” (1999) y “Strange dreams” (2003) son algunos de sus últimos trabajos discográficos.

## Discografía

### Álbumes
- Shake Down – 1967
- Getting to the Point – 1968
- Blue Matter – 1969 - U.S. #182
- A Step Further – 1969 - U.S. #71
- Raw Sienna – 1969 - U.S. #121
- Looking In – 1970 - UK #50; U.S. #39
- Street Corner Talking – 1971 - U.S. #75
- Hellbound Train – 1972 - U.S. #34
- Lion's Share – 1973 - U.S. #151
- Jack the Toad – 1973 - U.S. #84
- Boogie Brothers – 1974 - U.S. #101
- Wire Fire – 1975 - U.S. #153
- Skin 'n' Bone – 1976 - U.S. #206
- Savage Return – 1978 - U.S. #208
- Rock 'n' Roll Warriors – 1981 - U.S. #185
- Greatest Hits - Live in Concert – 1981
- Just Live (recorded 1970) – 1981
- Live in Central Park (recorded 1972) – 1985 (Relix Records RRLP 2014)
- Slow Train – 1986 (Relix Records RRLP 2023)
- Make Me Sweat – 1988
- Kings of Boogie – 1989
- Live and Kickin' – 1990
- Let It Ride – 1992
- Bring It Home – 1994
- Live at the Record Plant (recorded 1975) – 1998
- The Bottom Line Encore Collection (live, recorded 1981) – 1999
- The Blues Keep Me Holding On – 1999
- Looking from the Outside - Live '69 & '70 – 2000
- Jack the Toad - Live 70/72 – 2000
- Strange Days – 2003
- You Should Have Been There – 2005
- Steel – 2007
- Too Much Of A Good Thing - 2009

## Integrantes
| Año          | Vocalistas Líderes                                      | Guitarristas | Bajistas                      | Bateristas                    | Guitarristas segundos                  | Tecladistas                | Armónicistas               | Percusionistas              | Saxofonistas  | Coros                                   |
| ------------ | ------------------------------------------------------- | ------------ | ----------------------------- | ----------------------------- | -------------------------------------- | -------------------------- | -------------------------- | --------------------------- | ------------- | --------------------------------------- |
| 1965         | Brice Portius                                           | Kim Simmonds | Ray Chappell                  | Leo Manning                   |                                        | Trevor Jeavons             | John O'Leary               |                             |               |                                         |
| 1965–1967    | Brice Portius                                           | Kim Simmonds | Ray Chappell                  | Leo Manning                   | Bob Hall                               |                            | John O'Leary               |                             |               |                                         |
| 1967         | Brice Portius                                           | Kim Simmonds | Ray Chappell                  | Leo Manning                   | Bob Hall                               | Martin Stone               |                            |                             |               |                                         |
| 1967         | Chris Youlden                                           | Kim Simmonds | Bob Brunning                  | Leo Manning                   | Bob Hall                               | Martin Stone               |                            |                             |               |                                         |
| 1967–1968    | Chris Youlden                                           | Kim Simmonds | Bob Brunning                  | Hughie Flint                  | Bob Hall                               | Dave Peverett              |                            |                             |               |                                         |
| 1968         | Chris Youlden                                           | Kim Simmonds | Rivers Jobe                   | Roger Earl                    | Bob Hall                               | Dave Peverett              |                            |                             |               |                                         |
| 1968–1970    | Chris Youlden                                           | Kim Simmonds | Tony Stevens                  | Roger Earl                    | Bob Hall                               | Dave Peverett              |                            |                             |               |                                         |
| 1970–1971    | Dave Peverett                                           | Kim Simmonds | Tony Stevens                  | Roger Earl                    | Kim Simmonds                           | Dave Peverett              |                            |                             |               |                                         |
| 1971–1972    | Dave Walker                                             | Kim Simmonds | Andy Sylvester                | Dave Bidwell                  | Paul Raymond                           | Paul Raymond               | Kim Simmonds               |                             |               |                                         |
| 1972         | Dave Walker                                             | Kim Simmonds | Andy Pyle                     | Dave Bidwell                  | Paul Raymond                           | Paul Raymond               | Kim Simmonds               |                             |               |                                         |
| 1972–1973    | Kim Simmonds                                            | Kim Simmonds | Andy Pyle                     | Dave Bidwell, Ron Berg        | Paul Raymond                           | Paul Raymond               | Kim Simmonds               | Barry Murray, Frank Ricotti | Stan Sulzmann | Sue Glover, Sunny Leslie, Jackie Lynton |
| 1973–1974    | Kim Simmonds, Miller Anderson, Stan Webb                | Kim Simmonds | Jimmy Leverton                | Eric Dillon                   | Miller Anderson, Stan Webb             |                            | Kim Simmonds               |                             |               |                                         |
| 1974–1975    | Kim Simmonds                                            | Kim Simmonds | Andy Rae                      | Dave Bidwell, Tom Farnell     | Paul Raymond                           | Paul Raymond               | Kim Simmonds               |                             |               |                                         |
| 1975–1976    | Kim Simmonds                                            | Kim Simmonds | Ian Ellis                     | Tom Farnell                   | Paul Raymond                           | Paul Raymond               | Kim Simmonds               |                             |               |                                         |
| 1976–1978    | Kim Simmonds                                            | Kim Simmonds | Ian Ellis                     | Tom Farnell                   |                                        |                            | Kim Simmonds               |                             |               |                                         |
| 1978–1985    | Ralph Mormon                                            | Kim Simmonds | John Humphrey                 | Keith Boyce                   | Barry Paul                             |                            | Kim Simmonds               |                             |               |                                         |
| 1985         | Kim Simmonds, Speedo Jones                              | Kim Simmonds | Chris Romanelli               |                               |                                        | Kim Simmonds, Speedo Jones |                            |                             |               |                                         |
| 1985–1986    | Jimmy Kunes                                             | Kim Simmonds | Jimmy Dagnesi                 | Al Macomber                   |                                        |                            |                            |                             |               |                                         |
| 1986–1988    | Dave Walker, Kim Simmonds                               | Kim Simmonds | Jimmy Dagnesi                 | Al Macomber                   | Les Baker, Robert Martin, Bobby Sexton | Shmutza-Hideous            |                            |                             |               |                                         |
| 1988–1989    | Dave Walker                                             | Kim Simmonds | Jimmy Dagnesi                 | Al Macomber                   | Robert Martin, Bobby Sexton            | Steve Klong                |                            |                             |               |                                         |
| 1989–1990    | Dave Walker, Kim Simmonds                               | Kim Simmonds | Lou Kaplan                    | Pete Mendillo                 | Rick Jewett                            | Paul Aronson               |                            |                             |               |                                         |
| 1990–1991    | Dave Walker, Kim Simmonds                               | Kim Simmonds | Loren Kraft                   | Pete Mendillo, Steve Behrendt | Rick Jewett                            | Jeff Adams                 |                            |                             |               |                                         |
| 1991–1992    | Kim Simmonds, Pete McMahon, Phil McCormack, Joe Whiting | Kim Simmonds | Andy Ramírez                  | Joe Pierleoni                 | Rick Jewett                            |                            | Kim Simmonds, Pete McMahon |                             |               |                                         |
| 1992–1994    | Pete McMahon, Dave Peverett                             | Kim Simmonds | Jim Heyl                      | Dave Olson                    | Hubert Sumlin                          |                            | Pete McMahon               |                             |               |                                         |
| 1994–1999    | Nathaniel Peterson                                      | Kim Simmonds | Leo Lyons, Nathaniel Peterson | Tom Compton, Roger Earl       | Duke Robillard                         | David Maxwell              | Paul Oscher                |                             |               |                                         |
| 1999–2003    | Kim Simmonds                                            | Kim Simmonds | Gerry Sorrentino              | Dennis Cotton                 | David Malachowski                      | Mark Nanni                 |                            |                             |               |                                         |
| 2003–2005    | Kim Simmonds                                            | Kim Simmonds | Gerry Sorrentino              | Dennis Cotton                 | David Malachowski                      |                            |                            |                             |               |                                         |
| 2005–2007    | Kim Simmonds                                            | Kim Simmonds | Gerry Sorrentino              | Dennis Cotton, Mario Staiano  |                                        | Ron Keck                   |                            |                             |               |                                         |
| 2007–2009    | Kim Simmonds                                            | Kim Simmonds | Gerry Sorrentino              | Mario Staiano                 |                                        |                            |                            |                             |               |                                         |
| 2009–present | Joe Whiting                                             | Kim Simmonds | Pat DeSalvo                   | Garnet Grimm                  | Joe Whiting                            |                            |                            |                             |               |                                         |